# Up from the Skies
Pour les articles homonymes, voir Up-Front (homonymie).
Singles de The Jimi Hendrix Experience
Burning of the Midnight Lamp
(1967) All Along the Watchtower
(1968)
Pistes de Axis: Bold as Love
EXP
(1) Spanish Castle Magic
(3)
Up from the Skies est une chanson écrite par Jimi Hendrix et enregistrée avec son groupe The Jimi Hendrix Experience. Elle est publiée pour la première fois le 1er décembre 1967 au sein de l'album Axis: Bold as Love.
Les paroles reflètent l'intérêt d'Hendrix pour la science-fiction et racontent la curiosité d'un visiteur extraterrestre pour la vie sur Terre. Musicalement, il incorpore des éléments de jazz, en particulier dans l'utilisation des balais par le batteur Mitch Mitchell.
En 1968, la maison de disques américaine de l'Experience, Reprise Records, sort la chanson en single (avec One Rainy Wish en face B), qui atteint la 82e place du classement Billboard Hot 100.

## Historique et style
Up From the Skies est enregistré le 29 octobre 1967, le dernier jour d'enregistrement pour Axis: Bold as Love, aux studios Olympic à Londres. Hendrix utilise une pédale wah-wah sur ce titre, qui était alors une invention récente. Le critique d'AllMusic, Matthew Greenwald, a décrit la chanson comme « une ballade aérée, basée sur le jazz, et c'est assez différent de tout ce qui se trouve sur son premier album ». Le biographe Harry Shapiro a commenté la « sensation de jazz triplet facile », attirant l'attention sur la « wah-wah délicate et le travail du balai de Mitch [Mitchell] ».
Les paroles sont racontées du point de vue d'un extraterrestre en visite « préoccupé par ce qui est arrivé à [la Terre] depuis la dernière fois qu'il est passé par là »,Greenwald suggère que ce motif est adopté pour « [adresser] l'ancienne génération et leurs défauts et jugements contre la jeunesse des années 1960 », ce que Hendrix est censé faire « avec un sentiment de curiosité oisive plutôt que de dégoût, un peu comme un extraterrestre visitant la planète Terre pour la première fois ».

## Réception
Bien qu'il ait eu moins de succès commercial que les singles précédents, Up from the Skies a généralement été bien accueilli par la critique. Dans une critique de l'album pour Rolling Stone, le critique Parke Puterbaugh a identifié la chanson comme une chanson d'ouverture efficace pour l'album, suggérant que « Up From the Skies, l'énoncé de mission d'Axis: Bold As Love, [attire] l'oreille dans un album qui veut vous emmener plus haut, au-delà de la gravité ou des limites de toutes sortes ». L'écrivain musical Cub Koda a décirt la chanson comme du « rock spatial ». Cash Box a déclaré que Hendrix est dans un "groove plus funky" ici que certains de ses précédents singles, affirmant que la chanson est « presque un pas en arrière dans le blues du milieu des années 50, mais avec quelques bouffonneries de guitare contemporaines qui sont directement issues des tendances d'aujourd'hui ».

## Musiciens
The Jimi Hendrix Experience
- Jimi Hendrix : chant, guitare
- Noel Redding : basse
- Mitch Mitchell : batterie

## Reprises
Up from the Skies a été reprise par de nombreux artistes et notamment :
- Gilberto Gil, sur Gilberto Gil (Nêga) (1971)
- Gil Evans, sur The Gil Evans Orchestra Plays the Music of Jimi Hendrix (1975)
- Joan Jett and The Blackhearts, sur The Hit List (1990)
- Rickie Lee Jones, sur Pop Pop (1991)
- Lucky Peterson, sur Beyond Cool (1994)
- Sting, sur le single Fragile (2001)
- Nguyên Lê, sur Purple: Celebrating Jimi Hendrix (2003)